# Semantor macrurus
Semantor macrurus è un mammifero carnivoro estinto, appartenente ai semantoridi. Visse nel Miocene superiore (circa 6 milioni di anni fa) e i suoi resti fossili sono stati ritrovati in Kazakhstan. 

## Descrizione
Questo animale doveva avere un aspetto vagamente simile a quello di una lontra, ma con alcune caratteristiche che richiamavano smaccatamente i pinnipedi. Le zampe posteriori erano piuttosto corte, ma dotate di piedi molto allungati e sicuramente palmati. 
L'arto posteriore di Semantor era molto mobile nell'anca, nel ginocchio e nelle articolazioni talocrurali. Era libero e adattato per la locomozione terrestre, come avviene anche nell'attuale lontra marina (Enhydra lutris). L'autopodio e l'acropodio erano conformati come quelli degli animali terrestri, e non come pinne.
Semantor era molto specializzato nell'articolazione talocrurale, con un adattamento acquatico unico tra i mammiferi. A differenza delle articolazioni talocrurali di tutti gli altri mammiferi semiacquatici e terrestri, quella di Semantor era sferica e multiassiale, e forniva una maggiore mobilità dell'autopodio. In questo modo, lo spostamento laterale del piede durante il nuoto era potenzialmente molto maggiore che nella lontra e nel castoro. 

## Classificazione
Semantor è il rappresentante tipico della famiglia Semantoridae, un gruppo di mammiferi semiacquatici strettamente imparentati con i pinnipedi e i mustelidi. Semantor, in particolare, è una delle ultime forme note, insieme all'enigmatico Necromites. 
Semantor macrurus venne descritto per la prima volta da Orlov nel 1931, sulla base di resti fossili della parte posteriore dello scheletro di un esemplare, rinvenuti in una scoscesa riva della parte destra del fiume Irtysh in Kazakhstan, un luogo attualmente collocato entro i confini della città di Pavlodar. 
Inizialmente descritto da Orlov come una forma potenzialmente ancestrale ai pinnipedi, in seguito Semantor venne ritenuto essere una sorta di lontra molto specializzata (Thenius, 1949), mentre più tardi venne incluso insieme a Potamotherium nella famiglia Semantoridae, considerata il sister taxon agli Otariidae (Tedford, 1976; de Muizon, 1982). 
Attualmente Semantor e i suoi stretti parenti (tra cui anche il ben noto Puijila) sono considerati una radiazione evolutiva di carnivori affini ai mustelidi, morfologicamente vicini ai pinnipedi arcaici, ma non direttamente ancestrali ad essi.

## Paleoecologia
Le ossa di Semantor sono state rinvenute in sabbie di genesi lacustre-alluvionale. Questi depositi sono probabilmente depositi deltoidi di un fiume che sfociava in un grande lago.
È possibile che le caratteristiche anatomiche delle articolazioni degli arti posteriori di Semantor fossero vantaggiose, e consentissero vari movimenti e un'elevata manovrabilità durante il nuoto (Lavrov et al., 2018).